# Pommy
« Poms » redirige ici. Pour les autres significations, voir Poms (homonymie).

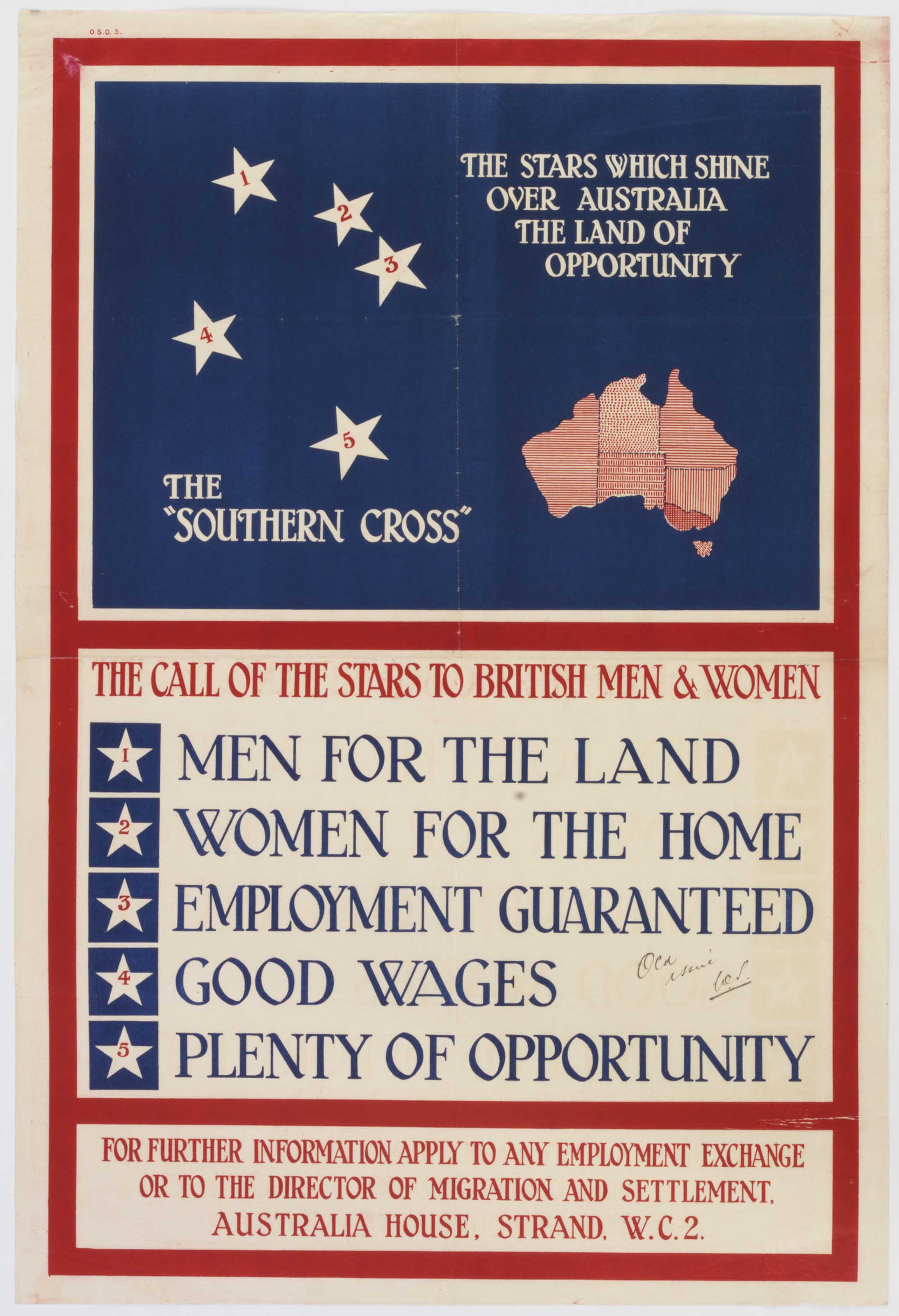
Affiche australienne

Le terme pommy, souvent raccourci en pom, est une expression couramment utilisée par les Australiens, les  Néo-Zélandais et les Sud-Africains pour nommer les Britanniques.

## Étymologie
Il existe plusieurs origines possibles pour le terme « Pommy » ou « Pom ». La plus célèbre est qu'à l'origine l'expression est une contraction de « grenade » (pommegranate),. Selon cette explication, « la grenade » dans l'argot australien des rimes désignait « l'immigrant » (« Jimmy Grant »). L'utilisation de « grenade » pour désigner les Britanniques peut avoir été renforcée par une croyance en Australie selon laquelle les coups de soleil se produisaient plus fréquemment parmi les colons anglais, transformant ceux à la peau claire de la couleur des grenades. Une autre explication - maintenant généralement considérée comme fausse – était que « Pom » ou « Pommy » étaient dérivés d'un acronyme tel que POM (« Prisoner of Millbank »), POME (« Prisoner of Mother England ») ou POHMS (« Prisoner of Her Majesty's Service »). Cependant, il n'y a aucune preuve que de tels termes, ou leurs acronymes, aient été utilisés en Australie. D'autres théories viennent de l'utilisation du canon de 1 livre QF (pom-pom) par les Britanniques lors de la première et de la deuxième guerre des Boers, à partir d'une corruption de « Tommy Atkins » ou de « Pompey », un surnom pour la ville de Portsmouth.

## Usage
En Australie, une campagne de publicité diffusée dans la presse écrite et audiovisuelle en 2006, utilisait le terme « pom » pour qualifier la rivalité entre l'Angleterre et l'Australie pendant une compétition de cricket. L’association communautaire British People Against Racial Discrimination ("Britanniques contre la discrimination raciale") dépose une plainte devant l'Advertising Standards Board (ASB) arguant que le qualificatif serait "dénigrant", "offensant" et "raciste". À l'unanimité, l'ASB déboute les plaignants : le mot « pom » n'est pas considéré comme une injure, fait partie du langage vernaculaire australien, et est utilisé dans des termes espiègles et affectueux. La Broadcasting Standards Authority (BSA) de Nouvelle-Zélande confirmera également que l'usage du mot n'est ni discriminatoire, ni dénigrante.
En langage populaire australien, « pommy bastard » est devenu une expression courante, particulièrement pendant les compétitions de cricket contre les Anglais. Lors d'une visite aux victimes d’inondations du Queensland en 2011, le prince Charles de Galles remerciera ironiquement la nation australienne pour avoir été affublé de ce diminutif pendant sa jeunesse,.

## Source
- (en) Cet article est partiellement ou en totalité issu de l’article de Wikipédia en anglais intitulé « Alternative names for the British#Pommy » (voir la liste des auteurs).